# Виробничий цикл споруджування свердловини
Виробничий цикл споруджування свердловини
- Проєктування свердловини. Основним документом на споруджування (влаштування) свердловин є робочий проєкт (індивідуальний або груповий).

Розроблення робочого проєкту здійснюють за окремим договором, що є основним документом, який регулює правові і фінансові відносини між замовником і генеральним проєктувальником.
Для розроблення робочого проєкту (проєктно-кошторисної документації) на споруджування (влаштування) свердловини видається завдання на проєктування, де вказуються основні параметри свердловини: глибина, конструкція, умови буріння, стратиграфічний розріз, тип бурового верстата (установки) тощо.
Завдання видає замовник на основі проєкту на розвідку, дорозвідку родовища, або на його експлуатацію. Території, перспективні щодо видобутку нафти і газу, спочатку досліджують сейсмічною, гравіметричною чи аерокосмічною зйомкою. Згідно з сейсмічними дослідженнями встановлюють геологічну будову площі, наявність куполів, порушень, глибину залягання окремих горизонтів. За наявності пасток, в яких можливе скупчення нафти або газу, у найперспективніших місцях закладаються пошукові свердловини. Подальше вивчення будови родовища або покладу ведеться розвідувальними свердловинами. Розвідувальні свердловини бувають незалежні та залежні. Незалежні можуть буритися одночасно, а залежні тільки після одержання результатів із сусідніх свердловин, від яких вони залежать. Можлива розробка проєктів буріння свердловин на дорозвідку родовища, яке уже експлуатується. Експлуатаційні свердловини закладають згідно з проєктом промислової розробки родовищ (покладів). У процесі буріння і розробки ці проєкти можуть піддаватись уточненню.
Для якісного розроблення робочого проєкту на споруджування (влаштування) свердловини необхідно детально вивчити умови буріння сусідніх свердловин на цій площі. Якщо таких свердловин немає, то вивчається досвід і умови буріння на сусідніх площах і в цілому у даному регіоні. Необхідно звернути увагу на ускладнення й аварії, які мали місце під час буріння попередніх свердловин і опрацювати заходи з їх запобігання.
В геологічній частині проєкту вказується будова родовища, стратиграфічний і літологічний розріз свердловини, глибини залягання газоносних, нафтоносних, водоносних горизонтів, пластові тиски, тиски розриву порід, інтервали ускладнень.
У технічній частині вказується технологія буріння, якість бурової промивальної рідини, заходи з запобігання аваріям і ускладненням, перелік обладнання, контрольно-вимірювальні прилади.
До складу робочого проєкту на споруджування (влаштування) свердловини входить також кошторисна документація і оцінка впливів на навколишнє середовище (ОВНС) — окремий том, де вказуються заходи з запобігання забрудненню навколишнього середовища, спосіб утилізації вибуреної породи та відпрацьованої води або промивальної рідини. Проєкти можуть складатися і на групу подібних свердловин. За погодженням з організацією, що затвердила проєкт, дозволяється буріння свердловин за наявним (раніше виготовленим) проєктом, якщо запланована свердловина не значно відрізняється від цього проєкту.
Буріння свердловин розпочинається за наявності затвердженого робочого проєкту на споруджування (влаштування) свердловини, оформлення та видачі вишкомонтажній бригаді наряду на проведення вишкомонтажних робіт.
Заборонено буріння нафтових і газових свердловин та облаштування нафтових і газових родовищ без проведеної експертизи проєктної документації на відповідність вимогам нормативно-правових актів із питань безпеки людини.
Буріння свердловин здійснюють згідно з вимогами геолого-технічного наряду (ГТН), який є невід'ємною частиною робочого проєкту.
Замовник надає підряднику точку на місцевості для розміщення свердловини. Для відчуження земельної ділянки потрібно одержати згоду власника ділянки, компенсувати йому збитки від втрати врожаю.
Уведення змонтованої бурової установки в роботу здійснюється за рішенням комісії з приймання бурової установки після повної готовності, випробування, обкатування всього обладнання та за наявності укомплектованої бурової бригади.
Якщо водозабезпечення запланованої свердловини ведеться з артезіанської свердловини, то її буріння ведеться згідно із проектно-кошторисною документацією на спорудження водної свердловини, що є складовою частиною робочого проєкту на споруджування (влаштування) запланованої нафтової чи газової свердловини.
Комплекс робіт, починаючи з підготовки майданчика під буріння і закінчуючи демонтажем бурового обладнання, перевезенням його на нову точку і рекультивацією земельних угідь, називають циклом споруджування (влаштування) свердловини.
Усі види робіт, які входять до циклу споруджування свердловини, поділяються на:
1. підготовчі роботи до монтажу бурового обладнання (планування майданчика під бурову, проведення під'їзних доріг, способи транспортування обладнання, прокладання водопроводу (за необхідності), електроліній тощо);
2. монтаж бурового обладнання (встановлення фундаментів і блоків обладнання на них, обв'язка обладнання, захист вежі та обладнання, встановлення ємностей і побутових приміщень);
3. підготовчі роботи до буріння свердловини (встановлення направлення; оснащення талевої системи; буріння під шурф і встановлення у ньому обсадної труби; монтаж і випробування засобів малої механізації, що прискорюють і полегшують виконання робіт; приєднання бурового шланга до вертлюга і стояка; підвішування машинних ключів; перевірка приладів; центрування вежі, перевірка горизонтальності ротора);
4. буріння свердловини, кріплення її стінок обсадними колонами і розмежування пластів;
5. вторинне розкриття продуктивного пласта (при перекритому колоною пласті), випробування, освоєння і здача свердловини в експлуатацію;
6. демонтаж бурового обладнання;
7. перевезення обладнання на нову точку. Усі види робіт на етапах 1, 2, 3, 6 і 7 виконуються монтажниками, на етапі 4 — буровими бригадами, а на етапі 5 — бригадами з дослідження та освоєння свердловин.